# Martina de Roma
Martina, venerada como santa por la Iglesia católica, según la leyenda fue una noble romana que sufrió el martirio en la primera mitad del siglo III bajo el emperador Alejandro Severo.

## Tradición
Según una tradición legendaria, Martina, de familia religiosa, fue arrestada por haber profesado abiertamente su fe y repartido sus bienes entre los más necesitados, negando a retractarse de su fe delante de una estatua de Apolo y, a continuación, en frente de la estatua de Diana;  en ambos casos hizo pedazos y derribó las estatuas del templo aplastando a los sacerdotes al invocar a Dios. Se la echó a un foso con leones los cuales no la atacaron, por lo que fue finalmente decapitada.

## Controversia
Algunos autores consideran que o bien esta santa no existió, o, bien fue magnificada. Basan dichos argumentos en la similitud de su passio con la de Santa Taciana, y con la desaparición de sus reliquias entre el fervor medieval y la contrarreforma barroca. Además se sospecha de la irregularidad en la identificación de sus supuestos restos en la iglesia del Foro Romano o en un templo anterior situado en la Via Ostiense, por no hablar de la incongruencia histórica que supone achacar a Alejandro Severo una supuesta persecución a cristianos, pues era abierto a otras religiones llegando a contar incluso con Cristo como una divinidad protectora más en su panteón familiar.

## Culto
La primera noticia llega durante el siglo VII, en el año 625, cuando el papa Honorio I le dedicó una iglesia en el Foro Romano.
Su fiesta se viene celebrando desde el siglo VIII, pero solo se revitalizó después de encontrar una supuesta tumba de tres mártires en la antigua iglesia del Foro Romano en 1634.
Su fiesta litúrgica fue fijada el 30 de enero por el papa Urbano VIII, y se convirtió en una de los patrones de la ciudad de Roma, pese a ser su natalicio el 1 de enero.